# Сен-Поль-дю-Верне
Сен-Поль-дю-Верне́ (фр. Saint-Paul-du-Vernay) — коммуна во Франции, находится в регионе Нижняя Нормандия. Департамент коммуны — Кальвадос. Входит в состав кантона Бальруа. Округ коммуны — Байё.
Код INSEE коммуны — 14643.

## Население
Население коммуны на 2010 год составляло 736 человек.
| 1962 | 1968 | 1975 | 1982 | 1990 | 1999 | 2010 |
| ---- | ---- | ---- | ---- | ---- | ---- | ---- |
| 632  | 625  | 535  | 578  | 612  | 650  | 736  |

## Экономика
В 2010 году среди 494 человек трудоспособного возраста (15—64 лет) 378 были экономически активными, 116 — неактивными (показатель активности — 76,5 %, в 1999 году было 67,5 %). Из 378 активных жителей работали 345 человек (179 мужчин и 166 женщин), безработных было 33 (16 мужчин и 17 женщин). Среди 116 неактивных 40 человек были учениками или студентами, 48 — пенсионерами, 28 были неактивными по другим причинам.